# Самойленко, Анатолий Михайлович (математик)
Анато́лий Миха́йлович Само́йленко (укр. Анато́лій Миха́йлович Само́йленко; 2 января 1938, село Потиевка, Радомышльский район, Житомирская область — 4 декабря 2020) — советский и украинский математик. С 1978 года член-корреспондент, с 1995 года академик НАН Украины. Директор Института математики НАН Украины (1988—2020).

## Биография
Детские годы провёл в городе Малин.
После окончания в 1955 году средней школы поступил на геологический факультет Киевского университета, но довольно быстро понял, что хочет заниматься математикой и перевёлся на механико-математический факультет того же университета.
В 1960 году окончил механико-математический факультет Киевского университета им. Т. Г. Шевченко по специальности «математика», в 1963 году — аспирантуру Института математики АН УССР. Кандидат физико-математических наук (1963), тема диссертации «Применение асимптотических методов для исследования нелинейных дифференциальных уравнений с нерегулярной правой частью». Ученик Ю. А. Митропольского.
С 1963 по 1974 год работал в Институте математики АН УССР, старший научный сотрудник. Доктор физико-математических наук (1967), тема диссертации «Некоторые вопросы теории периодических и квазипериодических систем».
В 1974—1987 годах заведовал кафедрой интегральных и дифференциальных уравнений механико-математического факультета Киевского государственного университета им. Т. Г. Шевченко.
С 1987 года — заведующий отделом обыкновенных дифференциальных уравнений Института математики АН УССР. С 1988 года директор Института математики.
В 1998—2011 годах — заведующий кафедрой дифференциальных уравнений физико-математического факультета Киевского политехнического института.
С 2006 года — академик-секретарь Отделения математики НАН Украины.

## Награды
- орден князя Ярослава Мудрого III степени (2018),
- орден князя Ярослава Мудрого IV степени (2013),
- орден князя Ярослава Мудрого V степени (2008),
- орден «За заслуги» III степени (2003),
- орден Дружбы народов (1984),
- Почётная грамота Президиума Верховного Совета УССР (1987),
- Государственная премия Украины в области науки и техники (1985, 1996),
- премия Академии наук Украины им. Н. Крылова (1981),
- Премия имени Н. Боголюбова (1998),
- Заслуженный деятель науки и техники Украины (1998).